# Lietuvos Lyga 1998-1999
L'edizione 1998-1999 della Lietuvos Lyga fu la nona del massimo campionato lituano dal ritorno all'indipendenza; vide la vittoria finale del Žalgiris Vilnius, giunto al suo 3º titolo.
Capocannoniere del torneo fu Artūras Fomenka (Kareda Šiauliai), con 14 reti.

## Formula
Rispetto alla stagione passata le squadre passarono da 16 a 13: le retrocesse Interas, Tauras e Vienybė Ukmergė e la rinunciataria Ranga-Politechnika Kaunas, sostituite dalla sola Dainava Alytus.
Le 13 squadre si incontrarono in turni di andata e ritorno, per un totale di 24 partite per squadra ma il Mastis Telšiai si ritirò dopo 12 giornate; le squadre classificate agli ultimi 2 posti retrocessero. Inoltre furono escluse d'ufficio al termine della stagione le due formazioni riserve presente.

## Classifica finale
|                     | Pos. | Squadra             | Pt | G  | V  | N | P  | GF | GS | DR  |
| ------------------- | ---- | ------------------- | -- | -- | -- | - | -- | -- | -- | --- |
| Lituania (bandiera) | 1.   | Žalgiris            | 59 | 23 | 18 | 5 | 0  | 68 | 8  | +60 |
|                     | 2.   | Kareda Šiauliai     | 58 | 23 | 18 | 4 | 1  | 67 | 11 | +56 |
|                     | 3.   | FBK Kaunas          | 57 | 23 | 18 | 3 | 2  | 57 | 14 | +43 |
|                     | 4.   | Ekranas             | 41 | 23 | 12 | 5 | 6  | 45 | 20 | +25 |
|                     | 5.   | Inkaras Kaunas      | 37 | 23 | 11 | 4 | 8  | 34 | 27 | +7  |
|                     | 6.   | Atlantas            | 28 | 23 | 8  | 4 | 11 | 34 | 33 | +1  |
|                     | 7.   | Banga Gargždai      | 26 | 23 | 7  | 5 | 11 | 18 | 30 | -12 |
|                     | 8.   | Nevėžis             | 25 | 23 | 7  | 4 | 12 | 17 | 36 | -19 |
|                     | 9.   | Dainava Alytus      | 25 | 23 | 8  | 1 | 14 | 24 | 53 | -29 |
|                     | 10.  | Žalgiris-2          | 21 | 23 | 6  | 3 | 14 | 25 | 60 | -35 |
|                     | 11.  | Jėgeriai Kaunas     | 20 | 23 | 6  | 2 | 15 | 22 | 48 | -26 |
|                     | 12.  | Lokomotyvas Vilnius | 12 | 23 | 5  | 0 | 18 | 12 | 47 | -35 |
|                     | 13.  | Mastis Telšiai      | 3  | 12 | 1  | 0 | 11 | 4  | 40 | -36 |

### Verdetti
- Žalgiris Vilnius Campione di Lituania 1998-99.
- Žalgiris-2 Vilnius e Jėgeriai Kaunas in quanto formazioni riserve, Lokomotyvas Vilnius e Jėgeriai Kaunas retrocesse I lyga (nuova denominazione della seconda serie lituana); Mastis Telšiai ritirato nel corso della stagione.